# Norm (Mathematik)

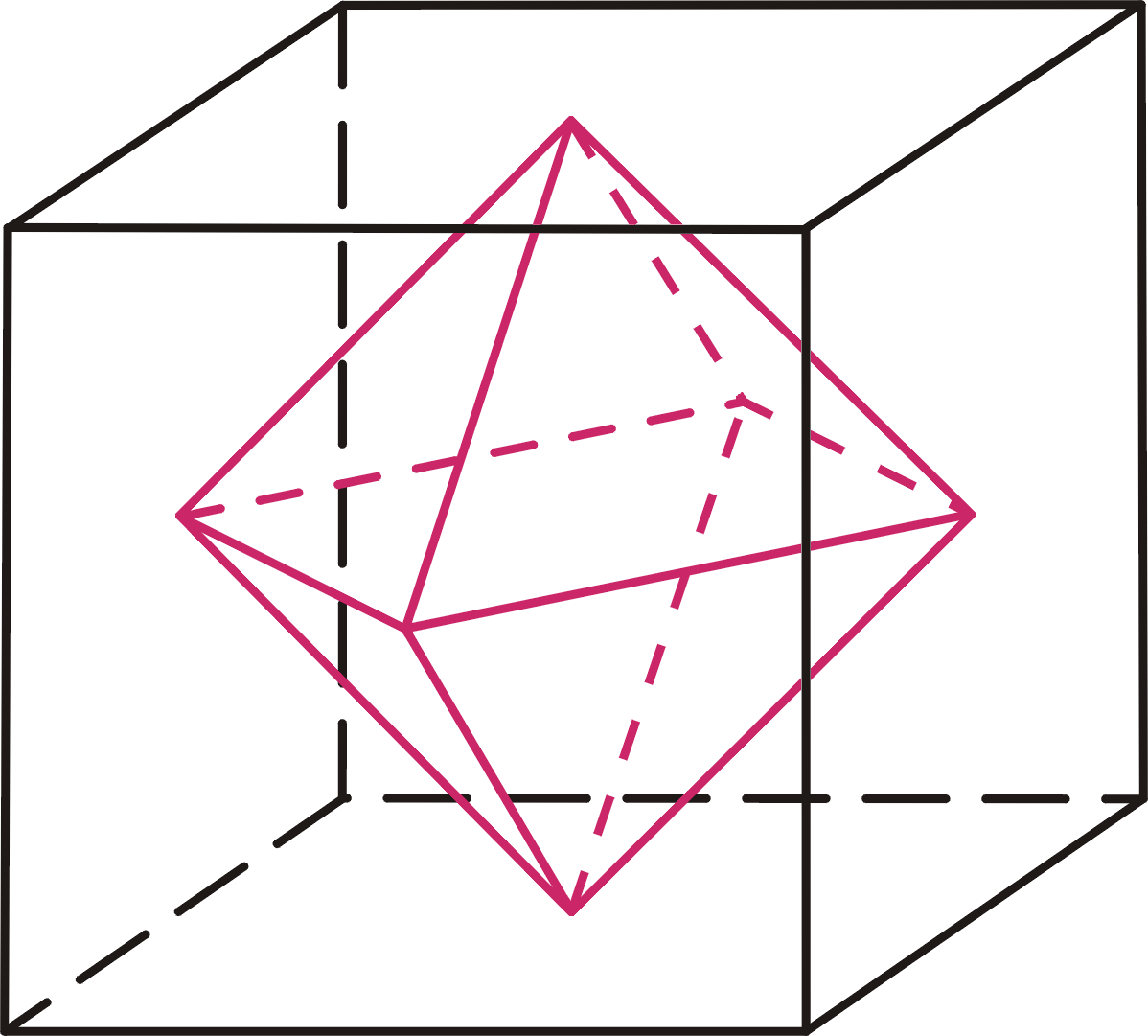
Mengen konstanter Norm (Normsphären) der Maximumsnorm (Würfeloberfläche) und der Summennorm (Oktaederoberfläche) von Vektoren in drei Dimensionen

Eine Norm (von lateinisch norma „Richtschnur“) ist in der Mathematik eine Abbildung, die einem mathematischen Objekt, beispielsweise einem Vektor, einer Matrix, einer Folge oder einer Funktion, eine Zahl zuordnet, die auf gewisse Weise die Größe des Objekts beschreiben soll. Die konkrete Bedeutung von „Größe“ hängt dabei vom betrachteten Objekt und der verwendeten Norm ab, beispielsweise kann eine Norm die Länge eines Vektors, den größten Singulärwert einer Matrix, die Variation einer Folge oder das Maximum einer Funktion darstellen. Eine Norm wird durch zwei senkrechte Striche {\displaystyle \|\cdot \|} links und rechts des Objekts symbolisiert.

Beziehungen zwischen Skalarprodukt, Norm, Metrik und Topologie

Formal ist eine Norm eine Abbildung, die einem Element eines Vektorraums über den reellen oder komplexen Zahlen eine nicht-negative reelle Zahl zuordnet und die drei Eigenschaften positive Definitheit, absolute Homogenität und Subadditivität besitzt. Eine Norm kann (muss aber nicht) von einem Skalarprodukt abgeleitet werden. Wird ein Vektorraum mit einer Norm versehen, erhält man einen normierten Raum mit wichtigen analytischen Eigenschaften, da jede Norm auf einem Vektorraum auch eine Metrik und damit eine Topologie induziert. Zwei zueinander äquivalente Normen induzieren dabei die gleiche Topologie, wobei auf endlichdimensionalen Vektorräumen alle Normen zueinander äquivalent sind.
Normen werden insbesondere in der linearen Algebra und der Funktionalanalysis studiert, sie spielen aber auch in der numerischen Mathematik eine wichtige Rolle.

## Grundbegriffe

### Definition

Nach der Dreiecksungleichung ist die Länge der Summe zweier Vektoren höchstens so groß wie die Summe der Längen; Gleichheit gilt genau dann, wenn die Vektoren x und y in die gleiche Richtung zeigen.

Eine Norm ist eine Abbildung {\displaystyle \|\cdot \|} von einem Vektorraum {\displaystyle V} über dem Körper {\displaystyle \mathbb {K} } der reellen oder der komplexen Zahlen in die Menge der reellen Zahlen,
{\displaystyle \|\cdot \|\colon V\to {\mathbb {R} },\;x\mapsto \|x\|},
die für alle Vektoren {\displaystyle x,y\in V} und alle Skalare {\displaystyle \alpha \in \mathbb {K} } die folgenden drei Axiome erfüllt:
| (1) positive Definitheit:                    | {\displaystyle \\|x\\|\geq 0} und {\displaystyle \\|x\\|=0\iff x=0}, |
| (2) absolute Homogenität:                    | {\displaystyle \\|\alpha \cdot x\\|=\|\alpha \|\cdot \\|x\\|},       |
| (3) Subadditivität oder Dreiecksungleichung: | {\displaystyle \\|x+y\\|\leq \\|x\\|+\\|y\\|}.                       |

Hierbei bezeichnet {\displaystyle |\cdot |} den Betrag des Skalars.
Diese axiomatische Definition der Norm wurde von Stefan Banach 1922 in seiner Dissertation aufgestellt. Das heute übliche Normsymbol wurde erstmals von Erhard Schmidt 1908 als Abstand {\displaystyle \|x-y\|} zwischen Vektoren {\displaystyle x} und {\displaystyle y} verwendet.

### Beispiel
Das Standardbeispiel einer Norm ist die euklidische Norm eines Vektors {\displaystyle (x,y)} (mit Ursprung im Nullpunkt) in der Ebene {\displaystyle \mathbb {R} ^{2}},
{\displaystyle \|(x,y)\|={\sqrt {x^{2}+y^{2}}}},
die der anschaulichen Länge des Vektors entspricht. Beispielsweise ist die euklidische Norm des Vektors {\displaystyle (1,1)} gleich {\displaystyle {\sqrt {2}}}. Die positive Definitheit bedeutet dann, dass, wenn die Länge eines Vektors null ist, dieser der Nullvektor sein muss. Die absolute Homogenität besagt, dass, wenn jede Komponente eines Vektors mit einer Zahl multipliziert wird, sich seine Länge um den Faktor des Betrags dieser Zahl ändert. Die Dreiecksungleichung sagt schließlich aus, dass die Länge der Summe zweier Vektoren höchstens so groß wie die Summe der beiden Längen ist.

### Grundlegende Eigenschaften
Aus der absoluten Homogenität folgt durch Setzen von {\displaystyle \alpha =-1}
{\displaystyle \|{-x}\|=\|x\|}   und damit   {\displaystyle \|x-y\|=\|y-x\|},
also Symmetrie bezüglich Vorzeichenumkehr.
Daher kann die Forderung {\displaystyle \|x\|\geq 0} in der Definition auch weggelassen werden, denn sie folgt aus den anderen Eigenschaften:
{\displaystyle \|x\|={\frac {1}{2}}\left(2\|x\|\right)={\frac {1}{2}}\left(\|x\|+\|{-x}\|\right)\geq {\frac {1}{2}}\|x+{-x}\|={\frac {1}{2}}\|0\|=0}.
Weiterhin gilt für Normen die umgekehrte Dreiecksungleichung
{\displaystyle {\bigl |}\|x\|-\|y\|{\bigr |}\leq \|x-y\|},
was durch Anwendung der Dreiecksungleichung auf {\displaystyle x-y+y} und Berücksichtigung der Symmetrie gezeigt werden kann. Damit ist jede Norm eine gleichmäßig stetige Abbildung. Zudem ist eine Norm aufgrund der Subadditivität und absoluten Homogenität eine sublineare und damit konvexe Abbildung, das heißt für alle {\displaystyle t\in [0,1]} gilt
{\displaystyle \|tx+(1-t)y\|\leq t\|x\|+(1-t)\|y\|}.

### Normkugeln

Einheitskugel (rot) und -sphäre (blau) für die euklidische Norm in zwei Dimensionen

Für einen gegebenen Vektor {\displaystyle x_{0}\in V} und einen Skalar {\displaystyle r\in {\mathbb {K} }} mit {\displaystyle r>0} heißt die Menge
{\displaystyle \{x\in V\colon \|x-x_{0}\|<r\}}    bzw.    {\displaystyle \{x\in V\colon \|x-x_{0}\|\leq r\}}
offene bzw. abgeschlossene Normkugel und die Menge
{\displaystyle \{x\in V\colon \|x-x_{0}\|=r\}}
Normsphäre um {\displaystyle x_{0}} mit Radius {\displaystyle r}. Die Begriffe „Kugel“ bzw. „Sphäre“ sind dabei sehr allgemein zu sehen – beispielsweise kann eine Normkugel auch Ecken und Kanten besitzen – und fallen nur im Spezialfall der euklidischen Vektornorm mit dem aus der Geometrie bekannten Kugelbegriff zusammen. Wählt man in der Definition {\displaystyle x_{0}=0} und {\displaystyle r=1}, so nennt man die entstehenden Mengen Einheitskugel bzw. Einheitssphäre. Jede Normkugel bzw. Normsphäre entsteht aus der entsprechenden Einheitskugel bzw. Einheitssphäre durch Skalierung mit dem Faktor {\displaystyle r} und Translation um den Vektor {\displaystyle x_{0}}. Ein Vektor der Einheitssphäre heißt Einheitsvektor; zu jedem Vektor {\displaystyle x\neq 0} erhält man durch Normierung {\displaystyle {\tfrac {x}{\|x\|}}} den zugehörigen Einheitsvektor.
In jedem Fall muss eine Normkugel eine konvexe Menge sein, da sonst die entsprechende Abbildung die Dreiecksungleichung nicht erfüllen würde. Weiterhin muss eine Normkugel aufgrund der absoluten Homogenität immer punktsymmetrisch bezüglich {\displaystyle x_{0}} sein. Eine Norm lässt sich in endlichdimensionalen Vektorräumen auch über die zugehörige Normkugel definieren, wenn diese Menge konvex, punktsymmetrisch bezüglich des Nullpunktes, abgeschlossen und beschränkt ist und den Nullpunkt im Inneren hat. Die entsprechende Abbildung wird auch Minkowski-Funktional oder Eichfunktional genannt. Hermann Minkowski untersuchte solche Eichfunktionale bereits 1896 im Rahmen zahlentheoretischer Fragestellungen.

### Induzierte Normen
Eine Norm kann, muss aber nicht notwendigerweise, von einem Skalarprodukt {\displaystyle \langle \cdot ,\cdot \rangle } abgeleitet werden. Die Norm eines Vektors {\displaystyle x\in V} ist dann definiert als
{\displaystyle \|x\|={\sqrt {\langle x,x\rangle }}},
also die Wurzel aus dem Skalarprodukt des Vektors mit sich selbst. Man spricht in diesem Fall von der durch das Skalarprodukt induzierten Norm oder Hilbertnorm. Jede durch ein Skalarprodukt induzierte Norm erfüllt die Cauchy-Schwarzsche Ungleichung
{\displaystyle |\langle x,y\rangle |\leq \|x\|\cdot \|y\|}
und ist invariant unter unitären Transformationen. Nach dem Satz von Jordan-von Neumann ist dabei eine Norm genau dann durch ein Skalarprodukt induziert, wenn sie die Parallelogrammgleichung erfüllt. Einige wichtige Normen sind jedoch nicht von einem Skalarprodukt abgeleitet; historisch gesehen bestand sogar ein wesentlicher Schritt bei der Entwicklung der Funktionalanalysis in der Einführung von Normen, die nicht auf einem Skalarprodukt basieren. Zu jeder Norm gibt es jedoch ein zugehöriges semi-inneres Produkt.

## Normen auf endlichdimensionalen Vektorräumen

### Zahlnormen

#### Betragsnorm

Betragsnorm einer reellen Zahl

Der Betrag einer reellen Zahl {\displaystyle z\in \mathbb {R} } ist ein einfaches Beispiel für eine Norm. Man erhält die Betragsnorm durch Weglassen des Vorzeichens der Zahl, also
{\displaystyle \|z\|=|z|={\sqrt {z^{2}}}={\begin{cases}\,\ \ z&\mathrm {f{\ddot {u}}r} \ z\geq 0\\\,-z&\mathrm {f{\ddot {u}}r} \ z<0.\end{cases}}}
Der Betrag einer komplexen Zahl {\displaystyle z\in \mathbb {C} } ist entsprechend dazu durch
{\displaystyle \|z\|=|z|={\sqrt {z{\bar {z}}}}={\sqrt {\left(\operatorname {Re} z\right)^{2}+\left(\operatorname {Im} z\right)^{2}}}}
definiert, wobei {\displaystyle {\bar {z}}} die komplex konjugierte Zahl zu {\displaystyle z} ist und {\displaystyle \operatorname {Re} } bzw. {\displaystyle \operatorname {Im} } den Real- bzw. Imaginärteil der komplexen Zahl angibt. Der Betrag einer komplexen Zahl entspricht damit der Länge ihres Vektors in der Gaußschen Zahlenebene.
Die Betragsnorm ist vom Standardskalarprodukt zweier reeller bzw. komplexen Zahlen
{\displaystyle \langle w,z\rangle =w\cdot z}   für   {\displaystyle w,z\in \mathbb {R} }    bzw.    {\displaystyle \langle w,z\rangle =w\cdot {\bar {z}}}   für   {\displaystyle w,z\in \mathbb {C} }
induziert.

### Vektornormen
Im Folgenden werden reelle oder komplexe Vektoren {\displaystyle x\in {\mathbb {K} }^{n}} endlicher Dimension {\displaystyle n\in \mathbb {N} } betrachtet. Ein Vektor (im engeren Sinn) ist dann ein Tupel {\displaystyle x=(x_{1},\dotsc ,x_{n})} mit Einträgen {\displaystyle x_{i}\in \mathbb {K} } für {\displaystyle i=1,\dotsc ,n}. Für die folgenden Definitionen ist es unerheblich, ob es sich um einen Zeilen- oder einen Spaltenvektor handelt. Für {\displaystyle n=1} entsprechen alle folgenden Normen der Betragsnorm des vorangegangenen Abschnitts.

#### Maximumsnorm

Maximumsnorm in zwei Dimensionen

Die Maximumsnorm, Tschebyschew-Norm oder {\displaystyle \infty }-Norm (Unendlich-Norm) eines Vektors ist definiert als
{\displaystyle \|x\|_{\infty }=\max _{i=1,\dotsc ,n}|x_{i}|}
und entspricht dem Betrag der betragsgrößten Komponente des Vektors. Die Einheitssphäre der reellen Maximumsnorm hat in zwei Dimensionen die Form eines Quadrats, in drei Dimensionen die Form eines Würfels und in allgemeinen Dimensionen die Form eines Hyperwürfels.
Die Maximumnorm ist nicht von einem Skalarprodukt induziert. Die von ihr abgeleitete Metrik heißt Maximum-Metrik, Tschebyschow-Metrik oder, insbesondere in zwei Dimensionen, Schachbrett-Metrik, da sie den Abstand entsprechend der Anzahl der Schritte misst, die ein König im Schach machen muss, um von einem Feld auf dem Schachbrett zu einem anderen Feld zu kommen. Da der König diagonal ziehen kann, ist beispielsweise der Abstand der Mittelpunkte der beiden schräg gegenüberliegenden Eckfelder eines Schachbretts in der Maximum-Metrik gleich {\displaystyle 7}.
Die Maximumsnorm ist ein Spezialfall der Produktnorm
{\displaystyle \|x\|_{\infty }=\max _{i=1,\dotsc ,n}\|x_{i}\|_{i}}
über dem Produktraum {\displaystyle V=V_{1}\times \dotsb \times V_{n}} von {\displaystyle n} normierten Vektorräumen {\displaystyle (V_{i},\|\cdot \|_{i})} mit {\displaystyle x=(x_{1},\dotsc ,x_{n})} und {\displaystyle x_{i}\in V_{i}}.

#### Euklidische Norm

Euklidische Norm in zwei Dimensionen

Die euklidische Norm oder 2-Norm eines Vektors ist definiert als
{\displaystyle \|x\|_{2}={\sqrt {\sum _{i=1}^{n}|x_{i}|^{2}}}}
und entspricht der Wurzel aus der Summe der Betragsquadrate der Komponenten des Vektors. Bei reellen Vektoren kann in der Definition auf die Betragsstriche verzichtet werden, bei komplexen Vektoren jedoch nicht.
Die Einheitssphäre der reellen euklidischen Norm hat in zwei Dimensionen die Form eines Kreises, in drei Dimensionen die Form einer Kugeloberfläche und in allgemeinen Dimensionen die Form einer Sphäre. In zwei und drei Dimensionen beschreibt die euklidische Norm die anschauliche Länge eines Vektors in der Ebene bzw. im Raum. Die euklidische Norm ist als einzige Vektornorm invariant unter unitären Transformationen, beispielsweise Drehungen des Vektors um den Nullpunkt.
Die euklidische Norm wird vom Standardskalarprodukt zweier reeller bzw. komplexer Vektoren {\displaystyle x,y} gegeben durch
{\displaystyle \langle x,y\rangle _{2}=x_{1}y_{1}+x_{2}y_{2}+\dotsb +x_{n}y_{n}}    bzw.    {\displaystyle \langle x,y\rangle _{2}=x_{1}{\bar {y}}_{1}+x_{2}{\bar {y}}_{2}+\dotsb +x_{n}{\bar {y}}_{n}}
induziert. Ein mit der euklidischen Norm versehener Vektorraum wird euklidischer Raum genannt. Die von der euklidischen Norm abgeleitete Metrik heißt euklidische Metrik. Beispielsweise ist der Abstand der Mittelpunkte der beiden schräg gegenüberliegenden Eckfelder eines Schachbretts in der euklidischen Metrik nach dem Satz des Pythagoras gleich {\displaystyle {\sqrt {7^{2}+7^{2}}}=7{\sqrt {2}}\approx 9{,}8995}.

#### Summennorm

Summennorm in zwei Dimensionen

Die Summennorm, (genauer) Betragssummennorm, oder 1-Norm (lies: „Einsnorm“) eines Vektors ist definiert als
{\displaystyle \|x\|_{1}=\sum _{i=1}^{n}|x_{i}|}
und entspricht der Summe der Beträge der Komponenten des Vektors. Die Einheitssphäre der reellen Summennorm hat in zwei Dimensionen die Form eines Quadrats, in drei Dimensionen die Form eines Oktaeders und in allgemeinen Dimensionen die Form eines Kreuzpolytops.
Die Summennorm ist nicht von einem Skalarprodukt induziert. Die von der Summennorm abgeleitete Metrik heißt speziell im reellen zweidimensionalen Raum auch Manhattan-Metrik oder Taxi-Metrik, da sie den Abstand zweier Punkte wie die Fahrtstrecke auf einem gitterförmigen Stadtplan misst, auf dem man sich nur in senkrechten und waagerechten Abschnitten bewegen kann. Beispielsweise ist der Abstand der Mittelpunkte der beiden schräg gegenüberliegenden Eckfelder eines Schachbretts in der Manhattan-Metrik gleich {\displaystyle 14}.

#### p-Normen

Einheitskreise verschiedener -Normen in zwei Dimensionen

Allgemein lässt sich für reelles {\displaystyle 1\leq p<\infty } die {\displaystyle p}-Norm eines Vektors durch
{\displaystyle \|x\|_{p}=\left(\sum _{i=1}^{n}|x_{i}|^{p}\right)^{1/p}}
definieren. Für {\displaystyle p=1} erhält man so die Summennorm, für {\displaystyle p=2} die euklidische Norm und als Grenzwert für {\displaystyle p\to \infty } die Maximumsnorm. Die Einheitssphären der {\displaystyle p}-Normen haben im reellen Fall in zwei Dimensionen die Form von Superellipsen {\displaystyle (p>2)} bzw. Subellipsen {\displaystyle (1\leq p<2)} und in drei und höheren Dimensionen die Form von Superellipsoiden bzw. Subellipsoiden.
Alle {\displaystyle p}-Normen inklusive der Maximumsnorm erfüllen die Minkowski-Ungleichung sowie die Hölder-Ungleichung. Sie sind für wachsendes {\displaystyle p} monoton fallend und zueinander äquivalent. Als eingrenzende Faktoren ergeben sich für {\displaystyle 1\leq p\leq r\leq \infty }
{\displaystyle \|x\|_{r}\leq \|x\|_{p}\leq n^{{\frac {1}{p}}-{\frac {1}{r}}}\|x\|_{r}},
wobei im Fall der Maximumsnorm der Exponent {\displaystyle {\tfrac {1}{\infty }}=0} gesetzt wird. Die {\displaystyle p}-Normen unterscheiden sich somit maximal um den Faktor {\displaystyle n}. Die analog zu den {\displaystyle p}-Normen für {\displaystyle p<1} definierten Abbildungen sind keine Normen, da die resultierenden Normkugeln nicht mehr konvex sind und somit die Dreiecksungleichung verletzt wird.

### Matrixnormen
Im Folgenden werden reelle oder komplexe Matrizen {\displaystyle A\in {\mathbb {K} }^{m\times n}} mit {\displaystyle m} Zeilen und {\displaystyle n} Spalten betrachtet. Für Matrixnormen wird neben den drei Normeigenschaften manchmal die Submultiplikativität
{\displaystyle \|A\cdot B\|\leq \|A\|\cdot \|B\|}
mit {\displaystyle B\in {\mathbb {K} }^{n\times l}} als weitere definierende Eigenschaft verlangt. Ist eine Matrixnorm submultiplikativ, dann ist der Spektralradius der Matrix (der Betrag des betragsgrößten Eigenwerts) maximal so groß wie die Norm der Matrix. Es gibt jedoch auch Matrixnormen mit den üblichen Normeigenschaften, die nicht submultiplikativ sind. Meist wird bei der Definition einer Matrixnorm eine Vektornorm zugrunde gelegt. Eine Matrixnorm heißt dabei mit einer Vektornorm verträglich, wenn
{\displaystyle \|A\cdot x\|\leq \|A\|\cdot \|x\|}
für alle {\displaystyle x\in {\mathbb {K} }^{n}} gilt.

#### Matrixnormen über Vektornormen
Indem alle Einträge einer Matrix untereinander geschrieben werden, kann eine Matrix auch als entsprechend langer Vektor aus {\displaystyle {\mathbb {K} }^{m\cdot n}} angesehen werden. Damit können Matrixnormen direkt über Vektornormen definiert werden, insbesondere über die {\displaystyle p}-Normen durch
{\displaystyle \|A\|=\left(\sum _{i=1}^{m}\sum _{j=1}^{n}|a_{ij}|^{p}\right)^{1/p}},
wobei {\displaystyle a_{ij}\in \mathbb {K} } die Einträge der Matrix sind. Beispiele für so definierte Matrixnormen sind die auf der Maximumsnorm basierende Gesamtnorm und die auf der euklidischen Norm basierende Frobeniusnorm, die beide submultiplikativ und mit der euklidischen Norm verträglich sind.

#### Matrixnormen über Operatornormen

Die Spektralnorm einer 2 × 2 Matrix entspricht der größten Streckung des Einheitskreises durch die Matrix

Eine Matrixnorm heißt von einer Vektornorm induziert oder natürliche Matrixnorm, wenn sie als Operatornorm abgeleitet ist, falls also gilt:
{\displaystyle \|A\|=\max _{x\neq 0}{\frac {\|Ax\|}{\|x\|}}=\max _{\|x\|=1}\|Ax\|}.
Anschaulich entspricht eine so definierte Matrixnorm dem größtmöglichen Streckungsfaktor nach Anwendung der Matrix auf einen Vektor. Als Operatornormen sind solche Matrixnormen stets submultiplikativ und mit der Vektornorm, aus der sie abgeleitet wurden, verträglich. Eine Operatornorm ist sogar unter allen mit einer Vektornorm verträglichen Matrixnormen diejenige mit dem kleinsten Wert. Beispiele für so definierte Matrixnormen sind die auf der Maximumsnorm basierende Zeilensummennorm, die auf der euklidischen Norm basierende Spektralnorm und die auf der Summennorm basierende Spaltensummennorm.

#### Matrixnormen über Singulärwerte
Eine weitere Möglichkeit, Matrixnormen über Vektornormen abzuleiten, ist es eine Singulärwertzerlegung einer Matrix {\displaystyle A=U\Sigma V^{H}} in eine unitäre Matrix {\displaystyle U}, eine Diagonalmatrix {\displaystyle \Sigma } und eine adjungierte unitäre Matrix {\displaystyle V^{H}} zu betrachten. Die nichtnegativen, reellen Einträge {\displaystyle \sigma _{1},\ldots ,\sigma _{r}} von {\displaystyle \Sigma } sind dann die Singulärwerte von {\displaystyle A} und gleich den Quadratwurzeln der Eigenwerte von {\displaystyle A^{H}A}. Die Singulärwerte werden dann zu einem Vektor {\displaystyle \sigma =(\sigma _{1},\ldots ,\sigma _{r})} zusammengefasst, dessen Vektornorm betrachtet wird, also
{\displaystyle \|A\|=\|\sigma \|}.
Beispiele für so definierte Matrixnormen sind die über die {\displaystyle p}-Normen des Vektors der Singulärwerte definierten Schatten-Normen und die auf der Summe der größten Singulärwerte basierenden Ky-Fan-Normen.

## Weiterführende Begriffe

### Normierte Räume
Wird ein Vektorraum {\displaystyle V} mit einer Norm versehen, so erhält man einen normierten Raum {\displaystyle (V,\|\cdot \|)} mit wichtigen analytischen Eigenschaften. So induziert jede Norm zwischen Vektoren {\displaystyle x,y\in V} durch Differenzenbildung eine Metrik
{\displaystyle d(x,y)=\|x-y\|}.
Mit dieser Fréchet-Metrik wird ein normierter Raum zu einem metrischen Raum und weiterhin mit der von der Metrik induzierten Topologie zu einem topologischen Raum, sogar zu einem Hausdorff-Raum. Die Norm ist dann eine stetige Abbildung bezüglich dieser Normtopologie. Eine Folge {\displaystyle (x_{n})_{n}} strebt damit genau dann gegen einen Grenzwert {\displaystyle x}, wenn {\displaystyle \|x_{n}-x\|\rightarrow 0} gilt. Konvergiert in einem normierten Raum jede Cauchy-Folge gegen einen Grenzwert in diesem Raum, so spricht man von einem vollständigen normierten Raum oder Banachraum.

### Normierte Algebren
Versieht man den Vektorraum {\displaystyle V} zudem mit einem assoziativen und distributiven Vektorprodukt {\displaystyle \circ }, dann ist {\displaystyle (V,+,\circ )} eine assoziative Algebra. Ist nun {\displaystyle (V,\|\cdot \|)} ein normierter Raum und diese Norm submultiplikativ, das heißt für alle Vektoren {\displaystyle x,y\in V} gilt
{\displaystyle \|x\circ y\|\leq \|x\|\cdot \|y\|},
dann erhält man eine normierte Algebra. Ist der normierte Raum vollständig, spricht man auch von einer Banachalgebra. Beispielsweise ist der Raum der quadratischen Matrizen {\displaystyle {\mathbb {K} }^{n\times n}} mit der Matrizenaddition und -multiplikation sowie einer submultiplikativen Matrixnorm eine solche Banachalgebra.

### Halbnormen
Wird auf das erste Normaxiom positive Definitheit verzichtet, dann ist {\displaystyle \|\cdot \|} nur eine Halbnorm (beziehungsweise eine Seminorm). Aufgrund der Homogenität und der Subadditivität ist dann die Menge
{\displaystyle Z=\{x\in V\colon \|x\|=0\}}
der Vektoren mit Norm Null ein Untervektorraum von {\displaystyle V}. Auf diese Weise kann eine Äquivalenzrelation auf {\displaystyle V} durch
{\displaystyle x\sim y:\Longleftrightarrow x-y\in Z}
definiert werden. Identifiziert man nun in einem neuen Raum {\displaystyle {\tilde {V}}} alle so äquivalenten Elemente als gleich, dann ist {\displaystyle {\tilde {V}}} zusammen mit der Norm {\displaystyle \|\cdot \|} ein normierter Raum. Man nennt diesen Vorgang Restklassenbildung in {\displaystyle V} bezüglich der Halbnorm und bezeichnet {\displaystyle {\tilde {V}}} als Faktorraum {\displaystyle V/Z}. Durch eine Menge von Halbnormen lassen sich auch spezielle topologische Vektorräume, die lokalkonvexen Räume, definieren.

### Äquivalenz von Normen

Äquivalenz der euklidischen Norm (blau) und der Maximumsnorm (rot) in zwei Dimensionen

Zwei Normen {\displaystyle \|\cdot \|_{a}} und {\displaystyle \|\cdot \|_{b}} heißen äquivalent, wenn es zwei positive Konstanten {\displaystyle c_{1}} und {\displaystyle c_{2}} gibt, sodass für alle {\displaystyle x\in V}
{\displaystyle c_{1}\|x\|_{b}\leq \|x\|_{a}\leq c_{2}\|x\|_{b}}
gilt, also wenn eine Norm durch die andere Norm nach oben und nach unten abgeschätzt werden kann. Äquivalente Normen induzieren dieselbe Topologie. Konvergiert eine Folge bezüglich einer Norm, so konvergiert sie auch bezüglich einer zu ihr äquivalenten Norm.
Auf endlichdimensionalen Vektorräumen sind alle Normen zueinander äquivalent, da die Normkugeln dann nach dem Satz von Heine-Borel kompakte Mengen sind. Auf unendlichdimensionalen Räumen sind jedoch nicht alle Normen zueinander äquivalent. Ist ein Vektorraum aber bezüglich zweier Normen vollständig, so sind diese beiden Normen bereits dann äquivalent, wenn es eine positive Konstante {\displaystyle c} gibt, sodass
{\displaystyle \|x\|_{a}\leq c\|x\|_{b}}
gilt, da es eine stetige lineare Abbildung zwischen den beiden Banachräumen gibt, deren Inverse nach dem Satz vom stetigen Inversen ebenfalls stetig ist.

### Duale Normen
Der Dualraum {\displaystyle V^{*}} eines normierten Vektorraums {\displaystyle V} über einem Körper {\displaystyle \mathbb {K} } ist der Raum der stetigen linearen Funktionale von {\displaystyle V} nach {\displaystyle \mathbb {K} }. Beispielsweise kann der Dualraum zu dem Raum der {\displaystyle n}-dimensionalen (Spalten-)Vektoren als der Raum der Linearkombinationen der Vektorkomponenten, also der Raum der Zeilenvektoren der gleichen Dimension gesehen werden. Die zu einer Norm {\displaystyle \|\cdot \|} duale Norm {\displaystyle \|\cdot \|^{\ast }} eines Funktionals {\displaystyle L\in V^{*}} ist dann definiert durch
{\displaystyle \|L\|^{\ast }=\sup _{\|x\|\leq 1}|L\,x|=\sup _{\|x\|\not =0}{\frac {|L\,x|}{\|x\|}}}.
Mit dieser Norm ist der Dualraum ebenfalls ein normierter Raum. Der Dualraum mit der Dualnorm ist stets vollständig, unabhängig von der Vollständigkeit des Ausgangsraums. Sind zwei Normen zueinander äquivalent, dann sind die zugehörigen dualen Normen ebenfalls zueinander äquivalent. Für duale Normen ergibt sich aus obiger Definition als Supremum sofort folgende wichtige Ungleichung
{\displaystyle |L\,x|\leq \|L\|^{\ast }\|x\|}.

## Normen auf unendlichdimensionalen Vektorräumen

### Folgennormen
Nun werden reell- oder komplexwertige Folgen {\displaystyle (a_{n})_{n}=(a_{1},a_{2},\ldots )\in {\mathbb {K} }^{\mathbb {N} }} mit Folgengliedern {\displaystyle a_{n}\in {\mathbb {K} }} für {\displaystyle n\in \mathbb {N} } betrachtet. Folgen sind damit eine direkte Verallgemeinerung von Vektoren endlicher Dimension. Im Gegensatz zu endlichdimensionalen Vektoren können Folgen unbeschränkt sein, wodurch die bisherigen Vektornormen nicht direkt auf Folgen übertragen werden können. Beispielsweise ist das Betragsmaximum oder die Betragssumme der Folgenglieder einer unbeschränkten Folge unendlich und damit keine reelle Zahl mehr. Daher müssen die betrachteten Folgenräume entsprechend eingeschränkt werden, damit die zugeordneten Normen endlich sind.

#### Supremumsnorm

Die alternierende harmonische Folge ist eine Nullfolge mit Supremumsnorm 1.

Die Supremumsnorm einer beschränkten Folge ist definiert als
{\displaystyle \|(a_{n})\|_{\infty }=\|(a_{n})\|_{\ell ^{\infty }}=\sup _{n\in \mathbb {N} }|a_{n}|}.
Die Menge der beschränkten Folgen {\displaystyle \ell ^{\infty }}, die Menge der konvergenten Folgen {\displaystyle c} und die Menge der gegen Null konvergenten Folgen (Nullfolgen) {\displaystyle c_{0}} sind zusammen mit der Supremumsnorm vollständige normierte Räume.

#### bv-Norm
Die {\displaystyle bv}-Norm einer Folge von beschränkter Variation ist definiert als
{\displaystyle \|(a_{n})\|_{bv}=|a_{1}|+\sum _{n=1}^{\infty }|a_{n+1}-a_{n}|}.
Mit der {\displaystyle bv}-Norm wird der Folgenraum {\displaystyle bv} ein vollständiger normierter Raum, da jede Folge mit beschränkter Variation eine Cauchy-Folge ist. Für den Teilraum {\displaystyle bv_{0}} der Nullfolgen mit beschränkter Variation erhält man die {\displaystyle bv_{0}}-Norm durch Weglassen des ersten Terms, also
{\displaystyle \|(a_{n})\|_{bv_{0}}=\sum _{n=1}^{\infty }|a_{n+1}-a_{n}|},
und mit dieser Norm ist der Raum {\displaystyle bv_{0}} ebenfalls vollständig.

#### ℓp-Normen
Die {\displaystyle \ell ^{p}}-Normen sind die Verallgemeinerung der {\displaystyle p}-Normen auf Folgenräume, wobei lediglich die endliche Summe durch eine unendliche ersetzt wird. Die {\displaystyle \ell ^{p}}-Norm einer in {\displaystyle p}-ter Potenz betragsweise summierbaren Folge ist für reelles {\displaystyle 1\leq p<\infty } dann definiert als
{\displaystyle \|(a_{n})\|_{\ell ^{p}}=\left(\sum _{n=1}^{\infty }|a_{n}|^{p}\right)^{1/p}}.
Versehen mit diesen Normen werden die {\displaystyle \ell ^{p}}-Räume jeweils zu vollständigen normierten Räumen. Für den Grenzwert {\displaystyle p\rightarrow \infty } ergibt sich der Raum der beschränkten Folgen {\displaystyle \ell ^{\infty }} mit der Supremumsnorm. Der Raum {\displaystyle \ell ^{2}} ist ein Hilbertraum mit dem Skalarprodukt
{\displaystyle \left\langle \,(a_{n}),(b_{n})\,\right\rangle _{\ell ^{2}}=\sum _{n=1}^{\infty }a_{n}\cdot {\overline {b_{n}}}}
zweier Folgen. Die zu einer {\displaystyle \ell ^{p}}-Norm mit {\displaystyle 1\leq p<\infty } duale Norm ist die {\displaystyle \ell ^{q}}-Norm mit {\displaystyle (1/p)+(1/q)=1}. Der Raum {\displaystyle \ell ^{1}} ist jedoch nicht dual zum Raum {\displaystyle \ell ^{\infty }}, sondern dual zum Raum der konvergenten Folgen {\displaystyle c} und zum Raum der Nullfolgen {\displaystyle c_{0}} jeweils mit der Supremumsnorm.

### Funktionennormen
Im Folgenden werden reell- oder komplexwertige Funktionen {\displaystyle f\colon \Omega \rightarrow {\mathbb {K} }} auf einer Menge {\displaystyle \Omega } betrachtet. Oft ist {\displaystyle \Omega } ein topologischer Raum, damit man über Stetigkeit sprechen kann, in vielen Anwendungen ist {\displaystyle \Omega } eine Teilmenge des {\displaystyle \mathbb {R} ^{n}}. Ebenso wie Folgen können auch Funktionen prinzipiell unbeschränkt sein. Daher müssen die betrachteten Funktionenräume entsprechend eingeschränkt werden, damit die zugeordneten Normen endlich sind. Die wichtigsten solcher Funktionenräume sind Klassen beschränkter, stetiger, integrierbarer oder differenzierbarer Funktionen. Allgemeiner können die folgenden Funktionenräume und -normen auch für Banachraum-wertige Funktionen definiert werden, wenn der Absolutbetrag {\displaystyle |\cdot |} durch die Norm des Banachraums ersetzt wird.

#### Supremumsnorm
Die Supremumsnorm einer beschränkten Funktion, also einer Funktion, deren Bild eine beschränkte Teilmenge von {\displaystyle \mathbb {K} } ist, ist definiert als
{\displaystyle \|f\|_{B(\Omega )}=\|f\|_{\infty }=\|f\|_{\sup }=\sup _{x\in \Omega }|f(x)|}.
Die Menge der beschränkten Funktionen ist mit der Supremumsnorm ein vollständiger normierter Raum.

#### BV-Norm
Die {\displaystyle BV}-Norm einer eindimensionalen Funktion mit beschränkter Variation auf einem Intervall {\displaystyle [a,b]} ist in Analogie zur {\displaystyle bv}-Norm einer Folge definiert als
{\displaystyle \|f\|_{BV([a,b])}=|f(a)|+\sup _{P}\sum _{i=1}^{n}|f(x_{i})-f(x_{i-1})|},
wobei {\displaystyle P=\{a=x_{0}<x_{1}<\ldots <x_{n}=b\}} eine Partition des Intervalls {\displaystyle [a,b]} und das Supremum über alle möglichen Partitionen genommen wird. Eine Funktion ist genau dann von beschränkter Variation, wenn sie sich als Summe einer monoton steigenden und einer monoton fallenden Funktion darstellen lässt. Die Menge der Funktionen beschränkter Variation ist mit der {\displaystyle BV}-Norm ein vollständiger normierter Raum. Alternativ kann als Normierungsterm statt {\displaystyle |f(a)|} auch das Integral der Funktion über das Intervall gewählt werden. Für {\displaystyle BV}-Normen und die zugehörigen Räume von Funktionen beschränkter Variation gibt es eine Reihe mehrdimensionaler Verallgemeinerungen, beispielsweise die Fréchet-Variation, die Vitali-Variation und die Hardy-Variation.

#### Maximumsnorm
Die Maximumsnorm einer stetigen Funktion auf einer kompakten Menge ist definiert als
{\displaystyle \|f\|_{C^{0}(\Omega )}=\|f\|_{\infty }=\|f\|_{\max }=\max _{x\in \Omega }|f(x)|}.
Die Maximumsnorm ist wohldefiniert, da nach dem Extremwertsatz jede stetige Funktion auf einer kompakten Menge ihr Maximum annimmt. Der Raum der stetigen Funktionen auf einer kompakten Menge ist mit der Maximumsnorm ein vollständiger normierter Raum.

#### Hölder-Normen
Die Hölder-Norm einer Hölder-stetigen Funktion mit Hölderexponent {\displaystyle 0<\alpha \leq 1} ist definiert als
{\displaystyle \|f\|_{C^{0,\alpha }(\Omega )}=\|f\|_{C^{0}(\Omega )}+\operatorname {Hol} _{\alpha }(f,\Omega )},
wobei die Hölder-Konstante der Funktion durch
{\displaystyle \operatorname {Hol} _{\alpha }(f,\Omega )=\sup _{{x,y\in \Omega } \atop {x\neq y}}{\frac {|f(x)-f(y)|}{|x-y|^{\alpha }}}}
gegeben ist. Die Hölder-Konstante ist eine spezielle Form eines Stetigkeitsmoduls und stellt selbst eine Halbnorm dar. Die Räume der Hölder-stetigen Funktionen sind mit den jeweiligen Hölder-Normen vollständige normierte Räume. Im Spezialfall {\displaystyle \alpha =1} spricht man von einer Lipschitz-stetigen Funktion, der Lipschitz-Konstante und der Lipschitz-Norm.

#### Wesentliche Supremumsnorm
Die {\displaystyle {\mathcal {L}}^{\infty }}-Norm einer fast überall beschränkten Funktion auf einem Maßraum {\displaystyle (\Omega ,{\mathcal {X}},\mu )} ist definiert als
{\displaystyle \|f\|_{{\mathcal {L}}^{\infty }(\Omega )}=\operatorname {ess\;} \sup _{x\in \Omega }|f(x)|=\inf _{N\subset \Omega  \atop \mu (N)=0}\;\sup _{x\in \Omega \setminus N}|f(x)|},
wobei {\displaystyle N} eine Nullmenge, also ein Element aus der σ-Algebra {\displaystyle {\mathcal {X}}} mit {\displaystyle \mu }-Maß Null, ist. Eine fast überall beschränkte Funktion kann also an manchen Punkten {\displaystyle {x\in N}} einen betragsmäßig höheren Wert als ihr wesentliches Supremum annehmen. Die wesentliche Supremumsnorm ist im Allgemeinen nur eine Halbnorm, da die Menge der Funktionen mit Norm Null nicht nur die Nullfunktion, sondern beispielsweise auch alle Funktionen umfasst, die davon abweichend auf Nullmengen Werte ungleich Null annehmen. Daher betrachtet man die Menge der Äquivalenzklassen {\displaystyle [f]} von Funktionen {\displaystyle f\in {\mathcal {L}}^{\infty }(\Omega )}, die fast überall gleich sind, und nennt den entsprechenden Faktorraum {\displaystyle L^{\infty }(\Omega )}. Auf diesem Raum ist die wesentliche Supremumsnorm definiert als
{\displaystyle \|\,[f]\,\|_{L^{\infty }(\Omega )}=\|f\|_{{\mathcal {L}}^{\infty }(\Omega )}}
tatsächlich eine Norm, wobei der Wert auf der rechten Seite unabhängig von der Wahl des Repräsentanten {\displaystyle f} aus der Äquivalenzklasse {\displaystyle [f]} ist. Oft wird ungenau {\displaystyle f\in L^{\infty }(\Omega )} statt {\displaystyle [f]\in L^{\infty }(\Omega )} geschrieben, wobei dann davon ausgegangen wird, dass {\displaystyle f} nur ein Repräsentant der Äquivalenzklasse ist. Der Raum der Äquivalenzklassen von wesentlich beschränkten Funktionen {\displaystyle L^{\infty }(\Omega )} ist mit der wesentlichen Supremumsnorm ein vollständiger normierter Raum.

#### Lp-Normen
Die {\displaystyle {\mathcal {L}}^{p}}-Normen einer in {\displaystyle p}-ter Potenz Lebesgue-integrierbaren Funktion mit {\displaystyle 1\leq p<\infty } sind in Analogie zu den {\displaystyle \ell ^{p}}-Normen definiert als
{\displaystyle \|f\|_{{\mathcal {L}}^{p}(\Omega )}=\left(\int _{\Omega }|f(x)|^{p}\,dx\right)^{1/p}},
wobei die Summe durch ein Integral ersetzt wurde. Ebenso wie bei der wesentlichen Supremumsnorm sind diese Normen zunächst nur Halbnormen, da nicht nur die Nullfunktion, sondern auch alle Funktionen, die sich nur an einer Menge mit Maß Null von der Nullfunktion unterscheiden, zu Null integriert werden. Daher betrachtet man wieder die Menge der Äquivalenzklassen von Funktionen {\displaystyle [f]\in L^{p}(\Omega )}, die fast überall gleich sind, und definiert auf diesen {\displaystyle L^{p}}-Räumen die {\displaystyle L^{p}}-Normen durch
{\displaystyle \|\,[f]\,\|_{L^{p}(\Omega )}=\|f\|_{{\mathcal {L}}^{p}(\Omega )}}.
Nach dem Satz von Fischer-Riesz sind alle {\displaystyle L^{p}}-Räume mit der jeweiligen {\displaystyle L^{p}}-Norm vollständige normierte Räume. Der Raum {\displaystyle L^{1}(\Omega )} ist der Raum der (Äquivalenzklassen von) Lebesgue-integrierbaren Funktionen. Der Raum {\displaystyle L^{2}(\Omega )} der quadratisch integrierbaren Funktionen ist ein Hilbertraum mit Skalarprodukt
{\displaystyle \langle f,g\rangle _{L_{2}(\Omega )}=\int _{\Omega }f(x)\cdot {\overline {g(x)}}\,dx}
und für den Grenzwert {\displaystyle p\rightarrow \infty } ergibt sich der Raum der wesentlich beschränkten Funktionen {\displaystyle L^{\infty }(\Omega )}. Die zu der {\displaystyle L^{p}}-Norm für {\displaystyle 1\leq p<\infty } duale Norm ist die {\displaystyle L^{q}}-Norm mit {\displaystyle (1/p)+(1/q)=1}. Die {\displaystyle L^{p}}-Normen und -Räume lassen sich von dem Lebesgue-Maß auf allgemeine Maße verallgemeinern, wobei die Dualität für {\displaystyle p=1} nur in bestimmten Maßräumen gilt, siehe Dualität von Lp-Räumen.

#### Cm-Normen
Die {\displaystyle C^{m}}-Norm einer {\displaystyle m}-mal stetig differenzierbaren Funktion auf einer offenen Menge {\displaystyle \Omega }, deren partielle Ableitungen auf dem Abschluss der Menge {\displaystyle {\bar {\Omega }}} stetig fortsetzbar sind, ist definiert als
{\displaystyle \|f\|_{C^{m}({\bar {\Omega }})}=\max _{|s|\leq m}\;\|\partial ^{s}f\|_{C^{0}({\bar {\Omega }})}},
wobei {\displaystyle s=(s_{1},\ldots ,s_{n})} ein Multiindex aus nichtnegativen ganzen Zahlen, {\displaystyle \partial ^{s}f} die zugehörige gemischte partielle Ableitung der Funktion und {\displaystyle |s|=s_{1}+\ldots +s_{n}} die Ordnung der Ableitung sind. Die {\displaystyle C^{0}}-Norm entspricht damit der Supremumsnorm und die {\displaystyle C^{1}}-Norm dem Maximum der Funktion und ihrer ersten Ableitungen. Die Räume {\displaystyle C^{m}({\bar {\Omega }})} sind mit der jeweiligen {\displaystyle C^{m}}-Norm vollständige normierte Räume. Alternativ wird die {\displaystyle C^{m}}-Norm über die Summe der Einzelnormen statt über ihr Maximum definiert, beide Normen sind aber zueinander äquivalent.
Analog ist die {\displaystyle C^{m,\alpha }}-Norm einer {\displaystyle m}-mal stetig differenzierbaren Funktion auf einer offenen Menge, deren gemischte partielle Ableitungen auf dem Abschluss der Menge stetig fortsetzbar sind und deren Hölder-Konstanten der Ableitungen bis zum Grad {\displaystyle m} beschränkt sind, {\displaystyle f\in C^{m,\alpha }({\bar {\Omega }})}, definiert als
{\displaystyle \|f\|_{C^{m,\alpha }}({\bar {\Omega }})=\sum _{|s|\leq m}\|\partial ^{s}f\|_{C^{0}({\bar {\Omega }})}+\sum _{|s|=m}\operatorname {Hol} _{\alpha }(\partial ^{s}f,{\bar {\Omega }})}.
Die Räume dieser Hölder-stetig differenzierbaren Funktionen sind mit den jeweiligen {\displaystyle C^{m,\alpha }}-Normen ebenfalls vollständige normierte Räume.

#### Sobolev-Normen
Die Sobolev-Norm einer {\displaystyle m}-mal schwach differenzierbaren Funktion auf einer offenen Menge, deren gemischte schwache Ableitungen {\displaystyle \partial ^{s}f} bis zum Grad {\displaystyle m} in {\displaystyle p}-ter Potenz Lebesgue-integrierbar sind, ist für {\displaystyle 1\leq p<\infty } definiert als
{\displaystyle \|f\|_{W^{m,p}(\Omega )}=\left(\sum _{|s|\leq m}\|\partial ^{s}f\|_{L^{p}(\Omega )}^{p}\right)^{1/p}}
und für {\displaystyle p=\infty } als
{\displaystyle \|f\|_{W^{m,\infty }(\Omega )}=\max _{|s|\leq m}\,\|\partial ^{s}f\|_{L^{\infty }(\Omega )}}.
Betrachtet man in der Summe nur die gemischten Ableitungen der Ordnung {\displaystyle |s|=m}, so erhält man nur eine Halbnorm, die auf allen Polynomen vom Grad kleiner als {\displaystyle m} verschwindet. Die Sobolev-Räume {\displaystyle W^{m,p}(\Omega )} der Funktionen, deren gemischte schwache Ableitungen bis zum Grad {\displaystyle m} in {\displaystyle L^{p}(\Omega )} liegen, sind mit der jeweiligen Sobolev-Norm vollständige normierte Räume. Insbesondere sind die Räume {\displaystyle W^{m,2}(\Omega )} Hilberträume mit Skalarprodukt
{\displaystyle \langle f,g\rangle _{W^{m,2}(\Omega )}=\sum _{|s|\leq m}\int _{\Omega }\partial ^{s}f(x)\cdot {\overline {\partial ^{s}g(x)}}\,dx}.
Sobolev-Normen spielen eine wichtige Rolle in der Lösungstheorie partieller Differentialgleichungen als natürliche Definitionsbereiche der Differentialoperatoren oder bei Fehlerabschätzungen von Finite-Elemente-Verfahren zur Diskretisierung partieller Differentialgleichungen.

### Normen auf Operatoren
Im Folgenden werden lineare Operatoren {\displaystyle T:V\rightarrow W} zwischen zwei Vektorräumen {\displaystyle V} und {\displaystyle W} betrachtet. Dabei wird angenommen, dass diese Vektorräume bereits selbst normierte Räume sind.

#### Operatornorm
Die Operatornorm eines beschränkten linearen Operators zwischen zwei normierten Räumen ist definiert als
{\displaystyle \|T\|=\sup _{x\neq 0}{\frac {\|Tx\|_{W}}{\|x\|_{V}}}=\sup _{\|x\|_{V}=1}\|Tx\|_{W}}.
Ist {\displaystyle T} eine lineare Abbildung zwischen endlichdimensionalen Vektorräumen, so ist ihre Operatornorm nach Wahl einer Basis eine natürliche Matrixnorm. Ist der Vektorraum {\displaystyle W} vollständig, dann ist auch der Raum der beschränkten (und damit stetigen) linearen Operatoren von {\displaystyle V} nach {\displaystyle W} vollständig. Operatornormen sind immer submultiplikativ, sind demnach die beiden Vektorräume gleich und vollständig, dann ist der Raum der stetigen linearen Operatoren mit der Operatornorm und der Komposition eine Banachalgebra.

#### Nukleare Norm
Die nukleare Norm eines nuklearen Operators zwischen zwei Banachräumen ist definiert als
{\displaystyle \|T\|_{1}=\inf \sum _{i=1}^{\infty }\|x'_{i}\|_{V'}\|y_{i}\|_{W}},
wobei {\displaystyle (x'_{i})_{i}} eine Folge von Vektoren im Dualraum {\displaystyle V'} und {\displaystyle (y_{i})_{i}} eine Folge von Vektoren in {\displaystyle W} ist, so dass {\displaystyle T} die Gestalt {\displaystyle \textstyle T(x)=\sum _{i=1}^{\infty }x'_{i}(x)y_{i}} hat, und das Infimum über alle solche nuklearen Darstellungen genommen wird. Sind die beiden Vektorräume Hilberträume wird die entsprechende nukleare Norm auch Spurnorm genannt. Der Raum der nuklearen Operatoren ist mit der nuklearen Norm ein vollständiger normierter Raum.

#### Hilbert-Schmidt-Norm
Die Hilbert-Schmidt-Norm eines Hilbert-Schmidt-Operators zwischen zwei Hilberträumen ist definiert als
{\displaystyle \|T\|_{2}=\left(\sum _{i\in I}\|Te_{i}\|_{W}^{2}\right)^{1/2}},
wobei {\displaystyle (e_{i})_{i\in I}} eine Orthonormalbasis von {\displaystyle V} ist. Die Hilbert-Schmidt-Norm verallgemeinert die Frobeniusnorm auf den Fall unendlichdimensionaler Hilberträume. Die Hilbert-Schmidt-Norm ist von dem Skalarprodukt {\displaystyle \langle T,S\rangle =\operatorname {spur} (S^{*}\,T)}, wobei {\displaystyle S^{*}} der adjungierte Operator zu {\displaystyle S} ist, induziert. Die Menge der Hilbert-Schmidt-Operatoren bildet mit der Hilbert-Schmidt-Norm selbst einen Hilbertraum und für {\displaystyle V=W} eine Banachalgebra, sogar eine H*-Algebra.

#### Schatten-Normen
Die Schatten-{\displaystyle p}-Norm eines kompakten linearen Operators zwischen zwei separablen Hilberträumen ist für {\displaystyle 1\leq p<\infty } definiert als
{\displaystyle \|T\|_{p}=\left(\sum _{i=1}^{\infty }|s_{i}|^{p}\right)^{1/p}},
wobei {\displaystyle (s_{i})} die Folge der Singulärwerte des Operators ist. Im Fall {\displaystyle p=1} ergibt sich die Spurnorm und im Fall {\displaystyle p=2} die Hilbert-Schmidt-Norm. Die Menge der kompakten linearen Operatoren, deren Singulärwerte in {\displaystyle \ell ^{p}} liegen, bildet mit der jeweiligen Schatten-{\displaystyle p}-Norm einen vollständigen normierten Raum und für {\displaystyle V=W} eine Banachalgebra.

## Verallgemeinerungen

### Gewichtete Normen
Gewichtete Normen sind Normen auf gewichteten Vektorräumen. Beispielsweise erhält man induzierte gewichtete Funktionennormen durch Multiplikation mit einer geeigneten positiven Gewichtsfunktion {\displaystyle w} über
{\displaystyle \|f\|_{w}={\sqrt {\langle f,f\rangle _{w}}}}    mit    {\displaystyle \langle f,g\rangle _{w}=\int _{\Omega }w(x)f(x)g(x)\,dx},
wobei {\displaystyle \langle \cdot ,\cdot \rangle _{w}} ein gewichtetes {\displaystyle L^{2}}-Skalarprodukt ist. Die Einführung von Gewichtsfunktionen erlaubt es Funktionenräume zu erweitern, beispielsweise auf Funktionen, deren Norm im ungewichteten Fall unbeschränkt wäre, oder einzuschränken, beispielsweise auf Funktionen, die ein bestimmtes Abfallverhalten aufweisen.

### Quasinormen

Der Einheitskreis der (2/3)-Norm, einer Quasinorm, ist in zwei Dimensionen eine Astroide.

Wird die Dreiecksungleichung dahingehend abgeschwächt, dass lediglich eine reelle Konstante {\displaystyle k>1} existiert, sodass für alle {\displaystyle x,y\in V}
{\displaystyle \|x+y\|\leq k\cdot \left(\|x\|+\|y\|\right)}
gilt, so nennt man die entsprechende Abbildung Quasinorm und einen mit einer solchen Quasinorm versehenen Vektorraum quasinormierter Raum. Beispielsweise sind die {\displaystyle \ell ^{p}}-Normen für {\displaystyle 0<p<1} Quasinormen und die zugehörigen {\displaystyle \ell ^{p}}-Räume quasinormierte Räume, sogar Quasi-Banachräume.

### Bewertete Körper und Moduln
Der Begriff einer Norm kann allgemeiner gefasst werden, indem statt Vektorräumen über dem Körper {\displaystyle \mathbb {K} } der reellen oder komplexen Zahlen beliebige Vektorräume über bewerteten Körpern {\displaystyle (K,|\cdot |)}, also Körpern mit einem Absolutbetrag {\displaystyle |\cdot |}, zugelassen werden. Eine weitere Verallgemeinerung besteht darin, dass der Vektorraum durch einen {\displaystyle R}-(Links)-Modul {\displaystyle M} über einem unitären Ring mit Betrag {\displaystyle (R,|\cdot |)} ersetzt wird. Eine Funktion {\displaystyle \|\cdot \|\colon M\to \mathbb {R} _{0}^{+}} heißt dann Norm auf dem Modul {\displaystyle M}, wenn für alle {\displaystyle x,y\in M} und alle Skalare {\displaystyle \alpha \in R} die drei Normeigenschaften positive Definitheit, absolute Homogenität und Subadditivität erfüllt sind. Wenn im Grundring {\displaystyle R} der Betrag durch einen Pseudobetrag ersetzt wird und im Modul {\displaystyle M} die Homogenität zur Subhomogenität abgeschwächt wird, erhält man eine Pseudonorm.